# 常磐神社
常磐神社（ときわじんじゃ）は茨城県水戸市にある神社である。徳川光圀・徳川斉昭を祀る。近代に建てられた新しい神社である。江戸時代後期から明治時代初期に流行した藩祖を祀った神社のひとつ。

## 祭神
- 高譲味道根之命（たかゆずるうましみちね の みこと） -- 徳川光圀（水戸藩2代藩主、義公）
- 押健男国之御楯命（おしたけおくにのみたて の みこと） -- 徳川斉昭（水戸藩9代藩主、烈公）

神事の国旗制定祈念祭は、徳川斉昭が日本の国旗である日の丸を定めたことに因むものである。

## 歴史
明治初年、徳川光圀と徳川斉昭の徳を慕う水戸藩士により偕楽園内に祠堂が建てられた。明治6年（1873年）3月に「常磐神社」の社号が、10月にそれぞれの祭神の神号が勅旨により定められた。明治7年（1874年）に現在地に社殿が造営された。明治15年に別格官幣社に列格した。
ドラマ水戸黄門でおなじみの葵紋の印籠を模った印籠守を授与しており、雑誌「サライ」にて掲載され問い合わせが殺到したという。

## 境内社

### 摂社

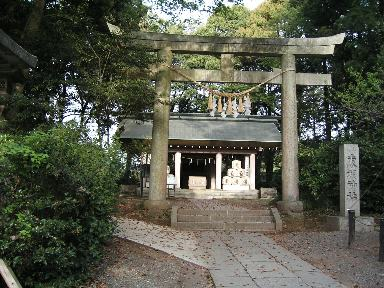
摂社 東湖神社

- 東湖神社
祭神：藤田東湖命
東湖神社は藤田東湖を祀る神社で、境内西側に位置し、東面している。例祭は5月4日である。切妻造の拝殿と神明造の本殿を持つ。1943年(昭和18年)に創建されるが、それ以前は鎮霊社（現茨城県護国神社）が鎮座していた。

### 末社

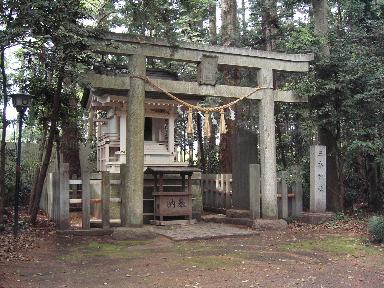
末社 三木神社

- 三木神社
祭神：三木之次命・三木武佐命
三木神社は三木之次・三木武佐を祀っている。三木之次は徳川光圀の育ての親である。本社本殿の向かって左隣に位置し、東面している。
- 常磐稲荷神社
祭神：宇迦之御魂命
常磐稲荷神社は本社本殿の向かって右隣に位置し、南面している。宇迦之御魂命を祀っている。

## 境内施設
- 義烈館
- 能舞台

## 交通
- JR常磐線■■水戸駅
- 鹿島臨海鉄道大洗鹿島線■水戸駅
- JR東日本常磐線■■偕楽園駅（臨時駅）
- 駐車場：有り

## 関連図書
- 二六興信所編纂　山田米吉編『勤王事蹟別格官幣社精史』56〜61頁　二六興信所　1935年（国立国会図書館デジタルコレクション）

- 安津素彦・梅田義彦編集兼監修者『神道辞典』神社新報社、1968年、42頁
- 白井永二・土岐昌訓編集『神社辞典』東京堂出版、1979年、248頁